# Kambodzsai varrómadár
A kambodzsai varrómadár (Orthotomus chaktomuk) a madarak (Aves) osztályának a verébalakúak (Passeriformes) rendjébe, ezen belül a szuharbújófélék (Cisticolidae) családjába tartozó faj.

## Rendszerezése
Először 2009-ben figyelték meg, a madárinfluenza-járvány ellenőrzések alkalmával. Simon Mahood és társai írták le 2013-ban önálló fajként.

## Előfordulása
Kambodzsa területén, Phnompen környékén honos. A természetes élőhelye szubtrópusi és trópusi  síkvidéki bokrosok.

## Megjelenése
Testhossza 11–12 centiméter, testtömege 6-8 gramm. A feje teteje narancssárga, arcrésze fehér, tollazata szürke és fehér.

## Életmódja
Táplálkozása még kevésbé ismert, nagyrészt vagy teljesen rovarevő.